# James Pennethorne
James Pennethorne, född 4 juni 1801 i Worcester, Worcestershire, död 1 september 1871, var under 1800-talet en framgångsrik engelsk arkitekt, främst förknippad med byggnader och parker i centrala London. Hans yngre bror John Pennethorne (1808–1888) var även han arkitekt.
James Pennethorne föddes i Worcester, men flyttade till London 1820 för att studera arkitektur, först för Augustus Welby Pugin och sedan John Nash. Liksom många andra arkitekter under denna tid tillbringade Pennethorne några år (1824-1826) i Italien. Han återvände sedan till London för att arbeta för Nash med flera myndighetsbyggnader och blev - liksom Nash - välkänd för sin planering av Londons parker. Han arbetade under några år som chefsarkitekt på Office of Works, och belönades med RIBA Royal Gold Medal 1865. 
Ett urval av hans verk::
- färdigställande av East and West Park Villages, Regent's Park (påbörjat av Nash, men slutfördes av Pennethorne efter Nashs död 1835)
- Public Record Office, Chancery Lane, London WC2 (1851-1858 – numera bibliotek till King's College London)
- balsalen i Buckingham Palace, London SW1 (1854)
- den västra flygeln av Somerset House, London WC2 (1849-1856)
- ombyggnad av National Gallery, London (1860-1869)
- Army Staff College, Sandhurst (1862)
- ombyggnad av Marlborough House, London SW1 (idag säte för Commonwealth Secretariat) (1863)
- 6 Burlington Gardens, London SW1 (ursprungligen hörde det till University of London, men Royal Academy tog över Burlington Gardens omkring 2005) (1867-1870)

Ett urval av hans parker:
- Kennington Park, södra London
- Victoria Park, East London (från 1842, öppnad 1846).
- Battersea Park, södra London (1846 - 1864, planlagd tillsammans med John Gibson.)

En av hans elever var Henry Saxon Snell (1830–1904).